# Delano van Crooij
Delano van Crooij (Venlo, 5 juni 1991) is een Nederlandse voetballer die als doelman speelt. Hij is de oudere broer van Vito van Crooij.

## Clubcarrière
Van Crooij doorliep de jeugdopleiding van VVV en maakte in het seizoen 2010/11 deel uit van de selectie van het eerste elftal, als derde keeper achter Dennis Gentenaar en Kevin Begois. Het daaropvolgende seizoen vertrok de doelman naar FC Zwolle waar hij eveneens derde keus was, achter Diederik Boer en Leon ter Wielen. Hierna keerde Van Crooij terug naar de amateurs. Bij Kwiek Venlo speelde hij een seizoen als aanvallende middenvelder, om vervolgens weer als keeper aan de slag te gaan bij hoofdklasser SV Deurne. In 2015 werd hij benaderd door VVV om daar reservedoelman te worden achter Jordy Deckers. Delano van Crooij maakte op 15 januari 2016 zijn competitiedebuut tijdens een met 4-0 gewonnen thuiswedstrijd tegen Almere City, als invaller voor Jordy Deckers. Vijf maanden later tekende hij bij de Venlose eerstedivisionist een profcontract voor de duur van één seizoen. Aanvankelijk was de Venlonaar in het seizoen 2016-17 tweede keus achter de van sc Heerenveen gehuurde Maarten de Fockert. Maar vanaf speelronde 12 kreeg Van Crooij de voorkeur van trainer Maurice Steijn. Hij verdiende daarmee een contractverlenging tot 1 juli 2019. Na het behalen van het kampioenschap van de Eerste divisie in 2018 trok de kersverse eredivisionist met Lars Unnerstall een nieuwe eerste doelman aan. Van Crooij schikte zich in zijn reserverol en kwam in mei 2019 een nieuw driejarig contract met VVV overeen. Ook onder diens opvolger Thorsten Kirschbaum was hij tweede keus. Op 24 oktober 2020 moest Van Crooij als vervanger van de geblesseerde Kirschbaum 13 doelpunten incasseren in de thuiswedstrijd tegen Ajax (0-13). Na de degradatie naar de Eerste divisie in 2021 was de Venlonaar aanvankelijk opnieuw reservedoelman achter de Tsjech Lukáš Zima, maar na de 14e speelronde gaf trainer Jos Luhukay opeens toch de voorkeur aan Van Crooij die in de uitwedstrijd bij ADO Den Haag mocht starten. Eind maart 2022 zegde de Venlose club zijn aflopende verbintenis op. Twee maanden later werd duidelijk dat de doelman ook niet meer in aanmerking kwam voor een nieuw contract. Van Crooij ging daarna op zoek naar een nieuwe club, trainde een tijdlang mee bij De Treffers, maar zette die club in de wachtkamer in de hoop op een profclub. Op 22 september 2022 ondertekende hij een contract tot het einde van het seizoen 2022/23 bij Sparta Rotterdam dat vanwege blessures van Nick Olij en Tim Coremans een acuut keepersprobleem had. Zo werd hij ook weer herenigd met zijn broer Vito. Eind juni 2023 verlengde Sparta die verbintenis met nog eens een jaar. Van Crooij kwam slechts één officiële wedstrijd in actie voor de Kasteelheren, in een met 1-3 gewonnen bekerwedstrijd bij OFC. Eind januari 2024 keerde hij op huurbasis voor een tweede maal terug op het oude nest bij VVV. Bij zijn rentree kreeg hij van trainer Rick Kruys de voorkeur boven Jan de Boer die tot dan toe eerste doelman was geweest. Na afloop van zijn dienstverband bij Sparta maakte de Venlonaar definitief de overstap naar VVV waar hij een eenjarig contract tekende. In het seizoen 2024/25 werd Van Crooij door de nieuwe trainer John Lammers weer naar de reservebank verwezen. Na enkele mindere optredens van Jan de Boer kwam diens positie echter opnieuw ter discussie te staan. Vanaf speelronde 12 kreeg Van Crooij opnieuw de voorkeur als eerste doelman. Op 22 februari 2025 viel hij tijdens een met 1-3 verloren thuiswedstrijd tegen FC Volendam uit met een kuitblessure. Enkele dagen later legde VVV de clubloze keeper Trevor Doornbusch vast als zijn vervanger. Van Crooij kwam de rest van het seizoen niet meer in actie en de club besloot zijn aflopende contract niet te verlengen.

### Profstatistieken
| 2010/11                                | VVV-Venlo        | Eredivisie      | 0  | 0 | 0  | 0 | 0 | 0 | 0   | 0 |
| 2011/12                                | FC Zwolle        | Eerste divisie  | 0  | 0 | 0  | 0 | 0 | 0 | 0   | 0 |
| 2015/16                                | VVV-Venlo        | Eerste divisie  | 1  | 0 | 0  | 0 | 0 | 0 | 1   | 0 |
| 2016/17                                | VVV-Venlo        | Eerste divisie  | 25 | 0 | 2  | 0 | — | — | 27  | 0 |
| 2017/18                                | VVV-Venlo        | Eredivisie      | 2  | 0 | 3  | 0 | — | — | 5   | 0 |
| 2018/19                                | VVV-Venlo        | Eredivisie      | 2  | 0 | 1  | 0 | — | — | 3   | 0 |
| 2019/20                                | VVV-Venlo        | Eredivisie      | 0  | 0 | 1  | 0 | — | — | 1   | 0 |
| 2020/21                                | VVV-Venlo        | Eredivisie      | 6  | 0 | 3  | 0 | — | — | 9   | 0 |
| 2021/22                                | VVV-Venlo        | Eerste divisie  | 22 | 0 | 1  | 0 | — | — | 23  | 0 |
| 2022/23                                | Sparta Rotterdam | Eredivisie      | 0  | 0 | 1  | 0 | 0 | 0 | 1   | 0 |
| 2023/24                                | Sparta Rotterdam | Eredivisie      | 0  | 0 | 0  | 0 | — | — | 0   | 0 |
| 2023/24                                | → VVV-Venlo      | Eerste divisie  | 15 | 0 | 0  | 0 | — | — | 15  | 0 |
| 2024/25                                | VVV-Venlo        | Eerste divisie  | 15 | 0 | 1  | 0 | — | — | 16  | 0 |
| Carrière totaal                        | Carrière totaal  | Carrière totaal | 88 | 0 | 13 | 0 | 0 | 0 | 101 | 0 |
| Bijgewerkt tot en met 22 februari 2025 |                  |                 |    |   |    |   |   |   |     |   |